# Championnat de Roumanie de football 1919-1920
Navigation
Saison précédente Saison suivante
La saison 1919-1920 du Championnat de Roumanie de football était la 8e édition de la première division roumaine. La compétition reprend après trois années d'interruption à cause de la Première Guerre mondiale et a eu lieu sous le nom de Cupa Harwester.
Quatre club s'inscrivent à la compétition. C'est le Venus FC Bucarest qui termine en tête du championnat et remporte son premier titre de champion de Roumanie.

## Les 4 clubs participants
- Prahova Ploiești
- Venus FC Bucarest
- Tricolor FC Bucarest
- Coltea Bucarest

## Compétition

### Classement
Le barème de points servant à établir le classement se décompose ainsi :
- Victoire : 2 points
- Match nul : 1 point
- Défaite : 0 point

| Rang | Équipe               | Pts | J | G | N | P | Bp | Bc | Diff |
| ---- | -------------------- | --- | - | - | - | - | -- | -- | ---- |
| 1    | Venus FC Bucarest    | 9   | 6 | 4 | 1 | 1 | 8  | 6  | +2   |
| 2    | Tricolor FC Bucarest | 6   | 5 | 3 | 0 | 2 | 9  | 6  | +3   |
| 3    | Coltea Bucarest      | 3   | 4 | 1 | 1 | 2 | 4  | 6  | -2   |
| 4    | Prahova Ploiești (T) | 0   | 3 | 0 | 0 | 3 | 1  | 4  | -3   |

|  | Champion de Roumanie 1919-1920 |

### Matchs
| Résultats (▼dom., ►ext.)                                   | Pra | Ven | Colt | Tri |
| Prahova Ploiești                                           |     | 0-1 |      | 1-2 |
| Venus FC Bucarest                                          | 1-0 |     | 3-2  | 1-3 |
| Coltea Bucarest                                            |     | 0-0 |      | 2-0 |
| Tricolor FC Bucarest                                       |     | 1-2 | 3-0  |     |
| - Victoire à domicile - Match nul - Victoire à l'extérieur |     |     |      |     |

- Les matchs Prahova-Coltea, Tricolor-Prahova et Coltea-Prahova n'ont pas été disputés, Venus FC Bucarest étant assuré de remporter le titre.

## Bilan de la saison
| Tableau d'Honneur                   |                   |
| Compétition                         | Vainqueur         |
| Championnat de Roumanie de football | Venus FC Bucarest |